# 帕尔萨克 (克勒兹省)
帕尔萨克（法語：Parsac）是法国克勒兹省的一个市镇，属于盖雷区（Guéret）雅尔纳热县（Jarnages）。该市镇总面积38.99平方公里，2009年时的人口为582人。

## 人口
帕尔萨克人口变化图示